# Fałszywa próżnia
Fałszywa próżnia (ang. false vacuum) – metastabilny obszar przestrzeni, wykazujący własności stanu próżni, ale niestabilny z uwagi na możliwość tunelowania do stanu o niższej energii. Inną interpretacją jest definicja fałszywej próżni jako stanu kwantowego, którego energia znajduje się w minimum lokalnym, jednak istnieje inny stan o jeszcze niższej energii.

Pole skalarne φ ze stanami próżni prawdziwej (true) i fałszywej (false)

Każdy metastabilny stan kwantowy jest minimum lokalnym energii. Aby nazwać taki stan próżnią fałszywą, jego minimum lokalne musi być głębokie.

## Przykłady
- W półprzewodnikach mogą występować elektrony przewodnictwa i dziury. Stan o najniższej możliwej energii to sytuacja, kiedy nie ma żadnych elektronów ani dziur. Możemy nazywać taki stan próżnią. Jednak w rzeczywistości istnieje stan o jeszcze niższej energii, mianowicie taki, kiedy w ogóle nie ma półprzewodnika. Jednak taki stan jest poza zainteresowaniem teorii półprzewodników.
- W fizyce cząstek elementarnych próżnią nazywa się obszar przestrzeni, w którym nie ma żadnej cząstki. Jednak według teorii strun istnieją inne wszechświaty o niższej energii. Nasz Wszechświat może się teoretycznie rozpaść, tworząc taki nowy wszechświat, w którym pozornie z niczego powstałyby nowe cząstki elementarne. Jednak inne wszechświaty leżą poza zainteresowaniem fizyki cząstek elementarnych.

## Wszechświat
Według teorii inflacji nasz Wszechświat kiedyś był w stanie próżni fałszywej o jeszcze wyższej energii, jednak rozpadł się, co poskutkowało ogromną ekspansją oraz nadaniem masy cząstkom elementarnym.
Mimo możliwości uzyskania fałszywej próżni o długotrwałym (jak na warunki kwantowe) czasie życia stan ten nie jest trwały i ulega przejściu do próżni prawdziwej, z jednoczesną emisją energii.